# Orbilia cunninghamii
Orbilia cunninghamii är en svampart som beskrevs av Syd. 1924. Orbilia cunninghamii ingår i släktet Orbilia och familjen vaxskålar.   Inga underarter finns listade i Catalogue of Life.